# 岐南町

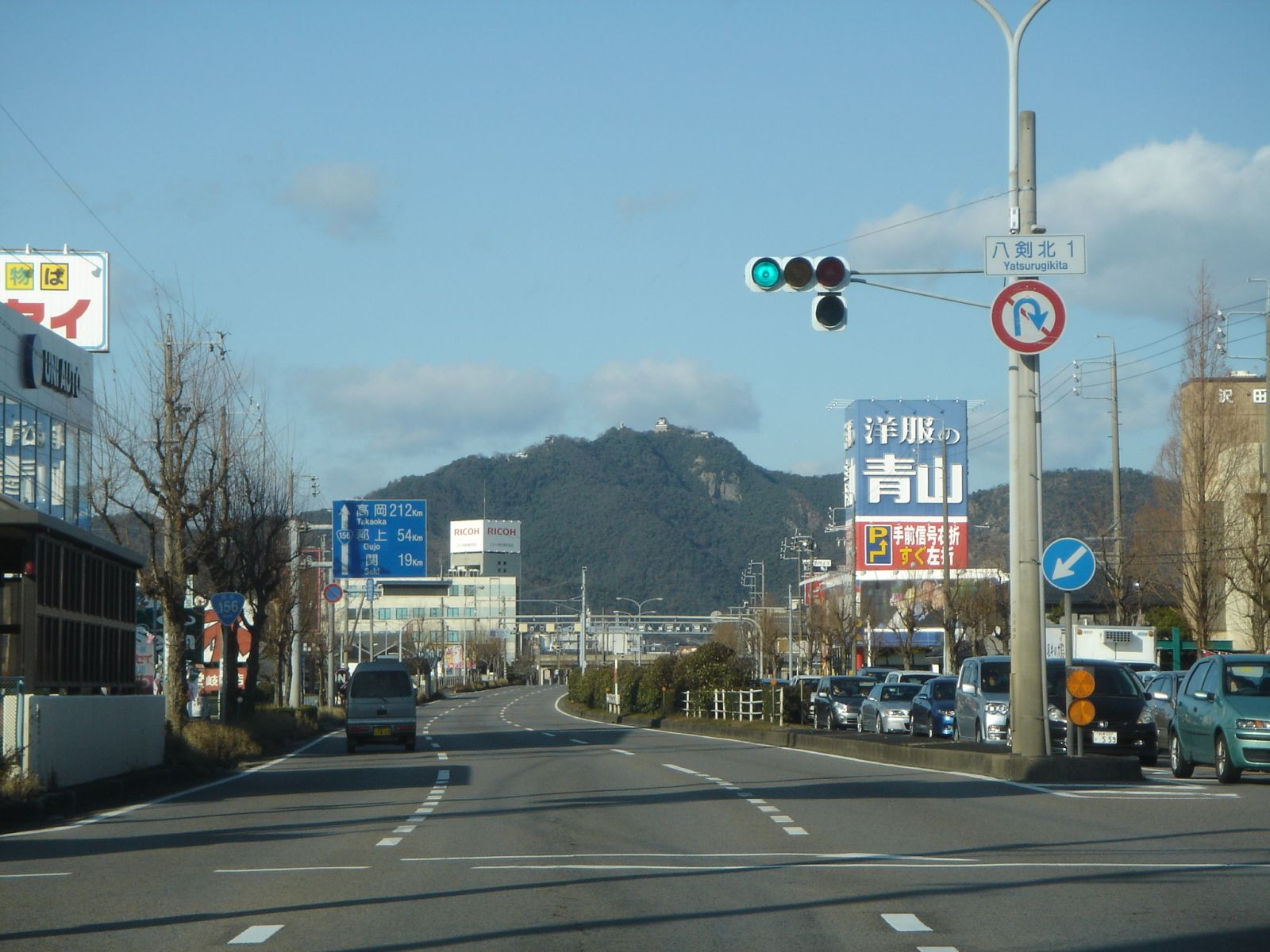
町内を通る国道156号と金華山

岐南町（ぎなんちょう）は、岐阜県羽島郡に属している町。県庁所在地の岐阜市に隣接している。
国道21号、国道22号、国道156号が交差する岐南インターチェンジは県内最大の交通量があり、隣接する愛知県との重要な玄関口である。近年には国道沿いを中心に民間の経済活動が活発している。2020年（令和2年）国勢調査によれば、岐阜市への通勤率は26.5パーセント (％)、名古屋市への通勤率は7.2％であった。
2006年度から2009年まで地方交付税不交付団体であった。

## 地理
濃尾平野の北部に位置し、町内に起伏はほとんど無く平坦である。県下の市町村では、北方町に次ぎ2番目に面積が小さい。県南部に位置し、冬季の降雪量は少なく、温暖な気候である。
- 河川 - 木曽川、境川

### 隣接自治体
- 岐阜市、各務原市、羽島郡笠松町
- 愛知県一宮市 - 町南西部の飛び地（薬師寺9丁目）にて、木曽川を境界に接する。

### 町名
1981年から大字・地番の混乱の解消に着手し、1983年の石原瀬を皮切りに「町名町界整備」を進めた。2025年現在、徳田、及び伏屋の一部が未整備である。
| 地名     | 読み         | 丁目          | 成立年月   | 旧地名 | 備考                                        |
| -------- | ------------ | ------------- | ---------- | --- | ------------------------------------------- |
| 石原瀬   | いしはらせ   | 1丁目・2丁目  | 1983年11月 | 大字徳田字石原瀬 |                                             |
| 上印食   | かみいんじき | 1丁目 - 9丁目 | 1988年11月 | 大字上印食字寺田、大字上印食字流、大字上印食字五十鈴、大字上印食字生島、大字上印食字堤外、大字三宅字八幡、大字三宅字須賀、大字三宅字栄、大字三宅字一番割 |                                             |
| 下印食   | しもいんじき | 1丁目 - 5丁目 | 1988年8月  | 大字下印食字中川田、大字下印食字上ノ切、大字下印食字中縄、大字下印食字葭原、大字下印食字上心分 |                                             |
| 徳田     | とくだ       |               |            | |                                             |
| 徳田     | とくだ       | 1丁目 - 9丁目 | 1987年8月  | 大字徳田字上野田、大字徳田字中山、大字徳田字葭原田、大字徳田字宮東、大字徳田字出口、大字徳田字大前田、大字徳田字芝原、大字徳田字宮西、大字徳田字宮南、大字徳田字御茶屋、大字徳田字道東、大字徳田字清水、大字徳田字宮北、大字徳田字高野前、大字下印食字霜田、大字下印食字堂前、大字伏屋字向田                   |                                             |
| 徳田西   | とくだにし   | 1丁目 - 3丁目 | 1986年11月 | 大字徳田字中道、大字徳田字大西、大字徳田字上野田、大字徳田字上心分 |                                             |
|          |              | 4丁目         | 1987年8月  | 大字徳田字大西、大字徳田字申墳、大字徳田字石原瀬 | 一部は1999年11月成立                        |
| 野中     | のなか       | 1丁目 - 6丁目 | 1985年11月 | 大字野中字東学園、大字野中字阿毛、大字野中字阿毛前、大字野中字本郷、大字野中字州崎、大字野中字東本郷、大字野中字広野、大字野中字二本松、大字三宅字上新田、大字三宅字木瀬、大字伏屋字成光、大字若宮地字天神 | 一部は1986年8月、1987年11月、1991年11月成立 |
| 伏屋     | ふせや       |               |            | |                                             |
| 伏屋     | ふせや       | 1丁目 - 9丁目 | 1987年11月 | 大字伏屋字火打石、大字伏屋字柳原、大字伏屋字大原戸、大字伏屋字八幡、大字伏屋字六反、大字伏屋字中通、大字伏屋字宮西、大字伏屋字丸池、大字伏屋字北瀬古、大字伏屋字成光、大字伏屋字長大門、大字伏屋字向畑、大字伏屋字海道西、大字伏屋字北通り、大字伏屋字村前、大字野中字二本松、大字三宅字木瀬、大字若宮地字白山 | 一部は2007年8月成立                         |
| 平島     | へいじま     | 1丁目 - 9丁目 | 1984年8月  | 大字平島字大柳、大字平島字西浦、大字平島字上寺山、大字平島字前畑、大字平島字川田、大字平島字中屋敷、大字平島字江丸。大字平島字沖森、大字平島字南白山、大字平島字石取、大字平島字一色、大字平島字宮前、大字平島字赤池                                                                                           |                                             |
| 平成     | へいせい     | 1丁目 - 7丁目 | 1989年11月 | 大字伏屋字霜田、大字伏屋字深沼、大字伏屋字清水田、大字伏屋字海老田、大字伏屋字戸一田 |                                             |
| 三宅     | みやけ       | 1丁目 - 9丁目 | 1986年8月  | 大字三宅字木瀬、大字三宅字港、大字三宅字上新田、大字三宅字明戸、大字三宅字八幡、大字三宅字渡、大字三宅字須賀前、大字三宅字宮西、大字三宅字亀ノ宮、大字三宅字七郎分、大字三宅字中山、大字三宅字栄、大字三宅字河原畑、大字三宅字大官田、大字三宅字長割、大字三宅字二番割、大字三宅字一番割、大字長森細畑字堤外   |                                             |
| みやまち |              | 1丁目 - 4丁目 | 1985年8月  | 大字下印食字中川田、大字下印食字堂前、大字下印食字下川田、大字徳田字宮西、大字徳田字宮東 |                                             |
| 薬師寺   | やくしじ     | 1丁目 - 9丁目 | 1984年11月 | 旧・大字薬師寺字奥田、大字薬師寺字大跡、大字薬師寺字川田、大字薬師寺字西町、大字薬師寺字中町、大字薬師寺字東町、大字薬師寺字堤外ノ五、大字薬師寺字堤外ノ六、大字薬師寺字堤服 |                                             |
| 八剣     | やつるぎ     | 1丁目 - 9丁目 | 1990年8月  | 大字八剣字大山、大字八剣字藤木、大字八剣字池田、大字八剣字川田、大字下印食字中川田、大字下印食字中池田、大字上印食字寺田、大字上印食字流 |                                             |
| 八剣北   | やつるぎきた | 1丁目 - 7丁目 | 1989年8月  | 大字八剣字藤木、大字八剣字池田、大字八剣字川田、大字八剣字中食西、大字八剣字中食東、大字上印食字流、大字上印食字五十鈴、大字上印食字生島、大字上印食字堤外、大字下印食字上川田、大字下印食字藤木、大字下印食字中川田                                                                                           |                                             |
| 若宮地   | わかみやじ   | 1丁目 - 3丁目 | 1991年8月  | 大字若宮地字白山、大字若宮地字若八幡、大字若宮地字天神、大字野中字阿毛前 |                                             |

## 歴史

### 国・郡の変遷
桃山時代まで、木曽川は現在の境川筋を流れ、それより南側にあった現在の岐南町域は尾張国葉栗郡に含まれた。木曽川は天正14年（1586年）の大洪水で流路が変わり、南方に変遷した。豊臣秀吉は新たな河道を尾張国と美濃国の国境とし、尾張国の葉栗郡、中島郡、海西郡の各一部を美濃国に編入した。美濃国に編入された葉栗郡は羽栗郡と表記されるようになり、1896年（明治30年）に羽栗郡と中島郡が合併して羽島郡となった。

### 昭和の大合併
昭和の大合併で、笠松町、下羽栗村、上羽栗村、八剣村、柳津村での合併を目指すも頓挫し、岐阜市との合併は岐阜市の都合で白紙となる。最終的に下羽栗村、上羽栗村、八剣村での合併を協議したが、下羽栗村は笠松町との合併を選択した。残る2村が合併を決定し、岐阜市の南部に位置することから名称を岐南村とする。岐阜県告示第405号で、1956年（昭和31年）9月26日に岐南村となることが告示された。
岐南村として合併が告示されたのち、町として要件が整う。岐阜県は告示第468号で町制施行を追加し、町制施行を1956年10月1日とした。岐南村は、9月26日から9月30日の5日間、存在した。岐南村の成立時は行事せず、1956年11月3日に岐南町町制施行記念祝典を催した。

### 平成の大合併
平成の大合併で羽島郡4町の合併を目指したが、柳津町の反対で頓挫した。川島町とともに各務原市との合併協議に参加したが、住民投票を実施して協議相手を岐阜市へ変更する。羽島市の住民投票を経た協議離脱や岐阜市椿洞での産業廃棄物不法投棄の発覚を受けて合併協議から離脱し、単独町政を決めた。

### 行政区画の変遷
- 1956年（昭和31年）
  - 9月26日 - 羽島郡八剣村と上羽栗村が合併して、羽島郡岐南村が発足する[6]。
  - 10月1日 - 町制施行して、羽島郡岐南町となる[7]。

### 変遷表
| 明治元年        | 明治8年 1月     | 明治12年 2月18日 郡区町村 編成法施行 | 明治22年 4月1日 町村制施行 | 明治30年 4月1日 羽島郡発足 | 昭和31年 9月26日 | 昭和31年 10月1日   | 現在          |
| --------------- | --------------- | ------------------------------------ | -------------------------- | -------------------------- | ---------------- | ------------------ | ------------- |
| 羽栗郡 野中村   | 羽栗郡 野中村   | 羽栗郡 野中村                        | 羽栗郡 野中村              | 羽島郡 上羽栗村            | 羽島郡 岐南村    | 町制 羽島郡 岐南町 | 羽島郡 岐南町 |
| 羽栗郡 三宅村   | 羽栗郡 三宅村   | 羽栗郡 三宅村                        | 羽栗郡 三宅村              | 羽島郡 上羽栗村            | 羽島郡 岐南村    | 町制 羽島郡 岐南町 | 羽島郡 岐南町 |
| 羽栗郡 伏屋村   | 羽栗郡 伏屋村   | 羽栗郡 伏屋村                        | 羽栗郡 伏屋村              | 羽島郡 上羽栗村            | 羽島郡 岐南村    | 町制 羽島郡 岐南町 | 羽島郡 岐南町 |
| 羽栗郡 成光村   | 羽栗郡 成光村   | 羽栗郡 伏屋村                        | 羽栗郡 伏屋村              | 羽島郡 上羽栗村            | 羽島郡 岐南村    | 町制 羽島郡 岐南町 | 羽島郡 岐南町 |
| 羽栗郡 若宮地村 | 羽栗郡 若宮地村 | 羽栗郡 若宮地村                      | 羽栗郡 若宮地村            | 羽島郡 上羽栗村            | 羽島郡 岐南村    | 町制 羽島郡 岐南町 | 羽島郡 岐南町 |
| 羽栗郡 平島村   | 羽栗郡 平島村   | 羽栗郡 平島村                        | 羽栗郡 平島村              | 羽島郡 上羽栗村            | 羽島郡 岐南村    | 町制 羽島郡 岐南町 | 羽島郡 岐南町 |
| 羽栗郡 徳田村   | 羽栗郡 徳田村   | 羽栗郡 徳田村                        | 羽栗郡 徳田村              | 羽島郡 八剣村              | 羽島郡 岐南村    | 町制 羽島郡 岐南町 | 羽島郡 岐南町 |
| 羽栗郡 印食新田 | 羽栗郡 印食新田 | 羽栗郡 徳田村                        | 羽栗郡 徳田村              | 羽島郡 八剣村              | 羽島郡 岐南村    | 町制 羽島郡 岐南町 | 羽島郡 岐南町 |
| 羽栗郡 下印食村 | 羽栗郡 下印食村 | 羽栗郡 下印食村                      | 羽栗郡 下印食村            | 羽島郡 八剣村              | 羽島郡 岐南村    | 町制 羽島郡 岐南町 | 羽島郡 岐南町 |
| 羽栗郡 上印食村 | 羽栗郡 上印食村 | 羽栗郡 上印食村                      | 羽栗郡 上印食村            | 羽島郡 八剣村              | 羽島郡 岐南村    | 町制 羽島郡 岐南町 | 羽島郡 岐南町 |
| 羽栗郡 薬師寺村 | 羽栗郡 薬師寺村 | 羽栗郡 薬師寺村                      | 羽栗郡 薬師寺村            | 羽島郡 八剣村              | 羽島郡 岐南村    | 町制 羽島郡 岐南町 | 羽島郡 岐南町 |

## 人口
2020年の国勢調査による人口の増加率は+5.11％で、岐阜県内の市町村で最多の増加率である。65歳以上の高齢化率も、岐阜県平均の30.6％に対し22.8％で、岐阜県の市町村で3番目に低い。
| |                                        |  |
| 岐南町と全国の年齢別人口分布（2005年） | 岐南町の年齢・男女別人口分布（2005年） |  |
| ■紫色 ― 岐南町 ■緑色 ― 日本全国 | ■青色 ― 男性 ■赤色 ― 女性              |  |
| 岐南町（に相当する地域）の人口の推移 \| 1970年（昭和45年） \| 11,603人 \| \| \| 1975年（昭和50年） \| 15,400人 \| \| \| 1980年（昭和55年） \| 18,309人 \| \| \| 1985年（昭和60年） \| 19,383人 \| \| \| 1990年（平成2年） \| 20,696人 \| \| \| 1995年（平成7年） \| 21,251人 \| \| \| 2000年（平成12年） \| 22,137人 \| \| \| 2005年（平成17年） \| 22,776人 \| \| \| 2010年（平成22年） \| 23,804人 \| \| \| 2015年（平成27年） \| 24,622人 \| \| \| 2020年（令和2年） \| 25,881人 \| \| |                                        |  |
| 総務省統計局 国勢調査より |                                        |  |
| 1970年（昭和45年） | 11,603人                               |  |
| 1975年（昭和50年） | 15,400人                               |  |
| 1980年（昭和55年） | 18,309人                               |  |
| 1985年（昭和60年） | 19,383人                               |  |
| 1990年（平成2年） | 20,696人                               |  |
| 1995年（平成7年） | 21,251人                               |  |
| 2000年（平成12年） | 22,137人                               |  |
| 2005年（平成17年） | 22,776人                               |  |
| 2010年（平成22年） | 23,804人                               |  |
| 2015年（平成27年） | 24,622人                               |  |
| 2020年（令和2年） | 25,881人                               |  |

## 行政・議会

### 町役場
岐南町役場は八剣7丁目に位置し、庁舎には中央公民館と保健相談センターも入居している。庁舎は鉄筋コンクリート造の5階建てで、航空自衛隊岐阜基地の周辺に位置することから防衛省の補助金により防音工事が行われた。現在の庁舎は旧庁舎に隣接して建設され、2015年8月に開庁した。
岐南町の発足当初は旧八剣村役場を岐南町役場とし、旧上羽栗村役場を町役場上羽栗支所とした。
1970年7月、大字八剣で岐南町と岐南農業協同組合の合同庁舎が起工した。合同庁舎は鉄筋コンクリート造の3階建てで、1971年2月に使用が開始された。これに伴って上羽栗支所は廃止された。

### 町長
歴代の町長は以下の通り。
| 代 | 氏名     | 就任年月日                 | 退任・辞任年月日           | 退任・辞任事由                   | 備考                                 |
| -- | -------- | -------------------------- | -------------------------- | -------------------------------- | ------------------------------------ |
| 1  | 松原宏岳 | 1956年（昭和31年）10月10日 | 1960年（昭和35年）10月9日  | 任期満了                         | 前八剣村長、元八剣村助役             |
| 2  | 松原宏岳 | 1960年（昭和35年）10月10日 | 1961年（昭和36年）10月10日 | 死去に伴い辞任                   |                                      |
| 3  | 岸一郎   | 1961年（昭和36年）11月23日 | 1965年（昭和40年）11月22日 | 任期満了                         | 前岐南町助役、元上羽栗村長           |
| 4  | 岸一郎   | 1965年（昭和40年）11月23日 | 1969年（昭和44年）11月22日 | 任期満了                         |                                      |
| 5  | 岸一郎   | 1969年（昭和44年）11月23日 | 1973年（昭和48年）11月22日 | 任期満了                         |                                      |
| 6  | 岩田修   | 1973年（昭和48年）11月23日 | 1977年（昭和52年）11月22日 | 任期満了                         | 元岐南町助役、元岐南町収入役         |
| 7  | 岩田修   | 1977年（昭和52年）11月23日 | 1979年（昭和54年）5月22日  | 死去に伴い辞任                   |                                      |
| 8  | 杉江義正 | 1979年（昭和54年）7月8日   | 1983年（昭和58年）7月7日   | 任期満了                         | 前岐南町助役                         |
| 9  | 川出哲郎 | 1983年（昭和58年）7月8日   | 1987年（昭和62年）7月7日   | 任期満了                         | 前岐南町助役                         |
| 10 | 川出哲郎 | 1987年（昭和62年）7月8日   | 1991年（平成3年）7月7日    | 任期満了                         |                                      |
| 11 | 松原治郎 | 1991年（平成3年）7月8日    | 1995年（平成7年）7月7日    | 任期満了                         | 岐阜南農業協同組合長                 |
| 12 | 片桐勝弘 | 1995年（平成7年）7月8日    | 1999年（平成11年）7月7日   | 任期満了                         | 前岐南町助役                         |
| 13 | 片桐勝弘 | 1999年（平成11年）7月8日   | 2000年（平成12年）11月14日 | 収賄容疑による逮捕に伴い辞任     | [ 17 ]                               |
| 14 | 伏屋征勝 | 2000年（平成12年）12月24日 | 2004年（平成16年）12月23日 | 任期満了                         | 元岐阜県経済農業協同組合連合会職員   |
| 15 | 片桐博彰 | 2004年（平成16年）12月24日 | 2008年（平成20年）10月14日 | 収賄容疑による逮捕に伴い辞任     | 元岐南町議会議員                     |
| 16 | 松原秀安 | 2008年（平成20年）11月16日 | 2012年（平成24年）11月15日 | 任期満了                         | 元岐南町総務部長                     |
| 17 | 松原秀安 | 2012年（平成24年）11月16日 | 2016年（平成28年）11月15日 | 任期満了                         | [ 23 ]                               |
| 18 | 松原秀安 | 2016年（平成28年）11月16日 | 2020年（令和2年）11月15日  | 任期満了                         | [ 24 ]                               |
| 19 | 小島英雄 | 2020年（令和2年）11月16日  | 2024年（令和6年）3月5日    | ハラスメント行為の認定に伴い辞任 | 元岐南町議会議長                     |
| 20 | 後藤友紀 | 2024年（令和6年）4月14日   |                            |                                  | 前岐南町議会議員、岐南町初の女性町長 |

### 町議会
- 定数：10人
- 任期：2021年9月26日 - 2025年9月25日
- 議長：櫻井明
- 副議長：三宅祐司

### 消防
- 羽島郡広域連合消防本部（笠松町）
  - 北消防署

### 警察
- 岐阜羽島警察署（岐阜市）
  - 岐南交番

### 県議会
- 選挙区：羽島郡選挙区（羽島郡）

### 衆議院
- 選挙区：岐阜3区 （関市、美濃市、羽島市、各務原市、山県市、瑞穂市、本巣市、羽島郡、本巣郡）
- 任期：2024年10月27日 - 2028年10月26日
- 投票日：2024年10月27日
- 当日有権者数：406,711人
- 投票率：53.17％

| 当落 | 候補者名 | 年齢 | 所属党派     | 新旧別 | 得票数   | 重複 |
| ---- | -------- | ---- | ------------ | ------ | -------- | ---- |
| 当   | 武藤容治 | 69   | 自由民主党   | 前     | 98,370票 | ○    |
| 比当 | 仙田晃宏 | 42   | 国民民主党   | 新     | 64,039票 | ○    |
| 比当 | 阪口直人 | 61   | れいわ新選組 | 元     | 48,002票 | ○    |

## 産業
近郊栽培の徳田ねぎが特産物である。
近年は中京圏の物流エリアとしての位置づけが顕著となり、物流施設や各種工場の設備投資が多くなされている。

### 本社を置く企業
- エスラインギフ
- 岐阜トヨペット
- ハル屋
- ローヤル製菓

### 主な商業施設
- マックスバリュ岐南店
- ザ・ビッグ岐南店 - トミダヤ岐南店跡
- スーパーセンタートライアル岐南八剣店
- バロー岐南店
- 三心岐南店
- カネスエ岐南店 - ヤマナカ岐南店、スーパーセンタートライアル岐南店跡
- ファーマーズマーケット おんさい広場はぐり店
- DCM21岐南店
- フォーカスポーカス
  - シネマジャングル - 映画館（2007年閉館）

## 教育

### 高等学校
- 私立岐阜女子高等学校

### 中学校
- 岐南町立岐南中学校

### 小学校
- 岐南町立西小学校
- 岐南町立東小学校
- 岐南町立北小学校

### 認定こども園・保育園
全て私立。
かつては岐南町立の保育園（西保育所、南保育教育園、北保育教育園、中保育教育園、東第三保育教育園など）が存在したが、2009年から2016年にかけて民営化された。現在の認定こども園・保育園は、かつての町立保育園を使用したものもある。
- 岐南さくら認定こども園けやきの杜
- 岐南さくら南認定こども園
- うれしの認定こども園
- 岐南さくら北保育園
- うれしの東保育園
- 岐南南さくら保育園

### 社会教育
- 岐南町図書館
- 岐南町中央公民館 - 2015年（平成27年）に新館が開館

### その他の教育施設
指定自動車教習所 - 岐阜東自動車学校

## 交通

### 鉄道

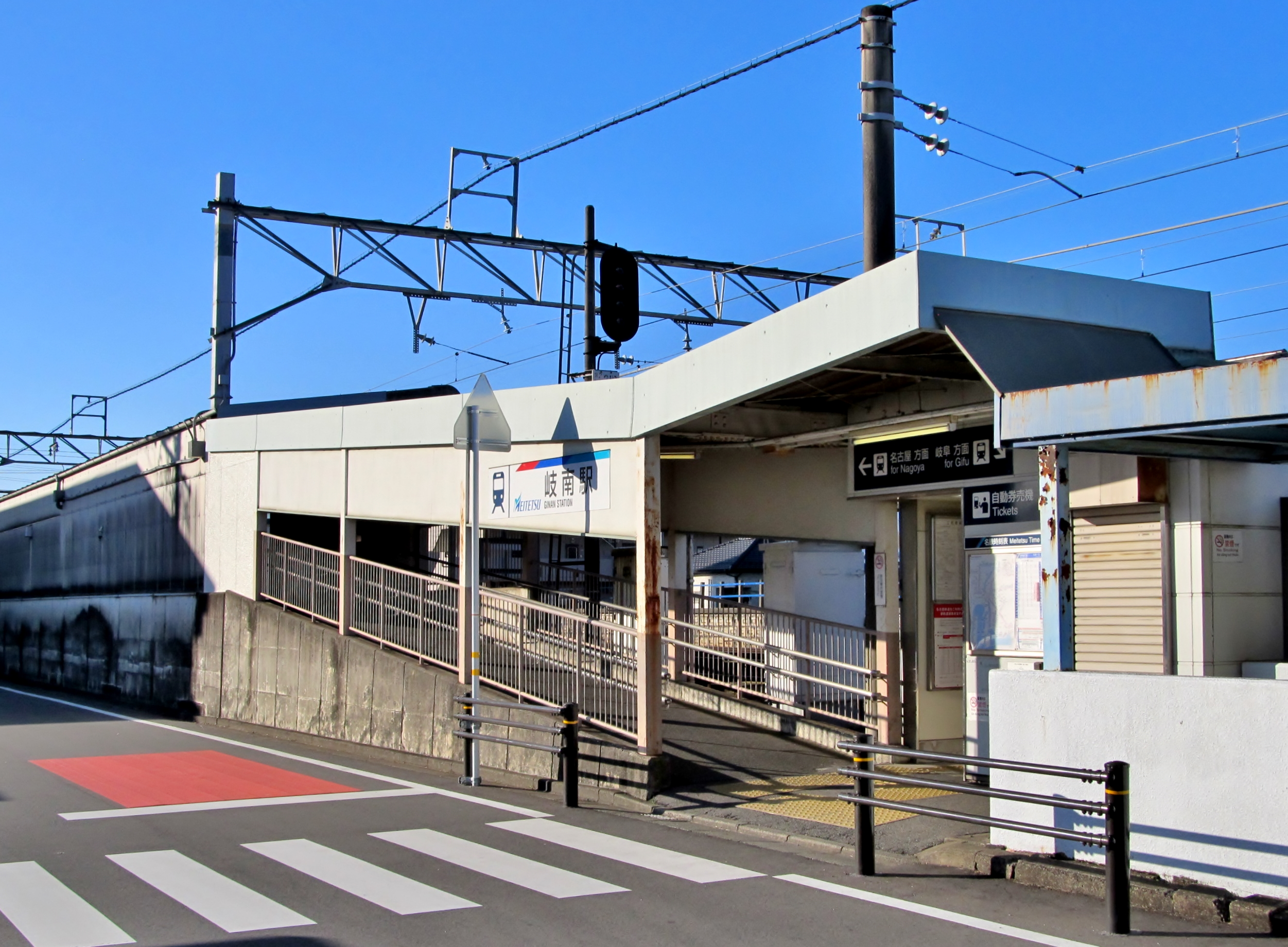
岐南駅

町内には名鉄名古屋本線の岐南駅が唯一存在する。普通列車しか停車しない無人駅である。町内から岐阜バスで直接岐阜市方面へ向かう人も少なくない。岐阜市との境からは名鉄各務原線の細畑駅にも近く、境川の橋を渡ってすぐの場所にある。
- 名古屋鉄道
  - 名古屋本線 - 岐南駅、かつては「境川駅」が現在の岐南駅の北に位置した。
- JR東海
  - 東海道本線 - 通過のみ、最寄は岐阜駅。

### バス路線
- 岐阜バス
  - 岐南町線 - 町内の「岐南町三宅」からJR岐阜駅・名鉄岐阜駅・長良北町・岐阜大学方面への路線。
  - 松籟加納線 - 町内の「岐南営業所」からJR岐阜駅・名鉄岐阜駅・長良北町方面への路線。岐南駅東経由と岐南中学校経由の2系統がある。
  - 笠松川島線 -笠松町の「松波総合病院」から笠松駅経由で各務原市の川島松倉を結ぶ路線。町内には「若宮地前無動寺」バス停がある。
- 岐阜市コミュニティバス
  - 厚見・茜部ぐるりふれあいバス - 岐阜駅を起点に厚見・茜部地区を巡回する路線。町内には「厚八グランド北」バス停がある。2015年までは町内の岐南駅を起点とした。
- 岐南町コミュニティバス - 2022年（令和4年）9月1日運行開始。

#### 過去の路線
- 岐南町巡回バス - 愛称：にじバス。2009年9月30日に廃止。
- 名鉄バス
  - 名岐バイパス線 - 国道21号（岐大バイパス）・国道22号（名岐バイパス）経由で新一宮と新岐阜を結ぶ路線。1980年代後半に廃止。
- 岐阜バス
  - 岐南町線【イオンモール各務原行き】 - 現行の岐南町線をイオンモール各務原まで延長した系統。2014年9月に運行開始し、2016年3月末で廃止。
  - 岐南町線【岐南町平島行き（野中経由）】 - 現行の岐南町線を伏屋北通り、野中などを経由し、岐南町平島まで延長した系統。2000年代に廃止。
  - 岐南町線【岐南町平島行き（岐南営業所経由）】 - 岐阜駅方面から八剣、岐南営業所、伏屋中通りなどを経由し、岐南町平島を結ぶ系統。2000年代に廃止。
  - 川島前渡線 - 名鉄岐阜駅から町内の八剣、上印食、三宅（岐南町三宅とは異なる）を経由し、各務原市の長平を結ぶ系統。2012年3月末廃止。
  - 岐阜川島線 - 名鉄岐阜駅から町内の八剣、上印食、伏屋などを経由し、各務原市の川島松倉を結ぶ系統。2022年3月末廃止。

### 道路

#### 高速道路
- 東海北陸自動車道 - 通過のみ。岐阜各務原ICの敷地が岐南町に跨がる。

#### 一般国道
- 国道21号（岐大バイパス）
- 国道22号（名岐バイパス）
- 国道156号（岐阜東バイパス）

#### 主要地方道
- 岐阜県道77号岐阜環状線（岐阜環状線）

#### 一般県道
- 岐阜県道175号岐阜岐南線
- 岐阜県道177号下印食笠松線
- 岐阜県道178号下中屋笠松線
- 岐阜県道179号中野上印食線
- 岐阜県道180号松原芋島線

## 通信

### 郵便
町域の集配業務は笠松郵便局が行ってきた。

### 電話
NTT市外局番は058（岐阜MA）。
かつては岐阜市と同じ市外局番0582を用いたことから、市内局番はおもに200番台が使用される。

## 施設
- 岐南町東町民センター
- 岐南町北町民センター
- 岐南町西町民センター
- 岐南町南町民センター
- 岐南町徳田町民センター（くつろぎ苑）
- 岐南町平島町民センター
- 岐南町三宅町民センター
- 岐南町総合体育館
- 岐南町スポーツセンター
- 岐南町民運動場 - 所在地は笠松町。

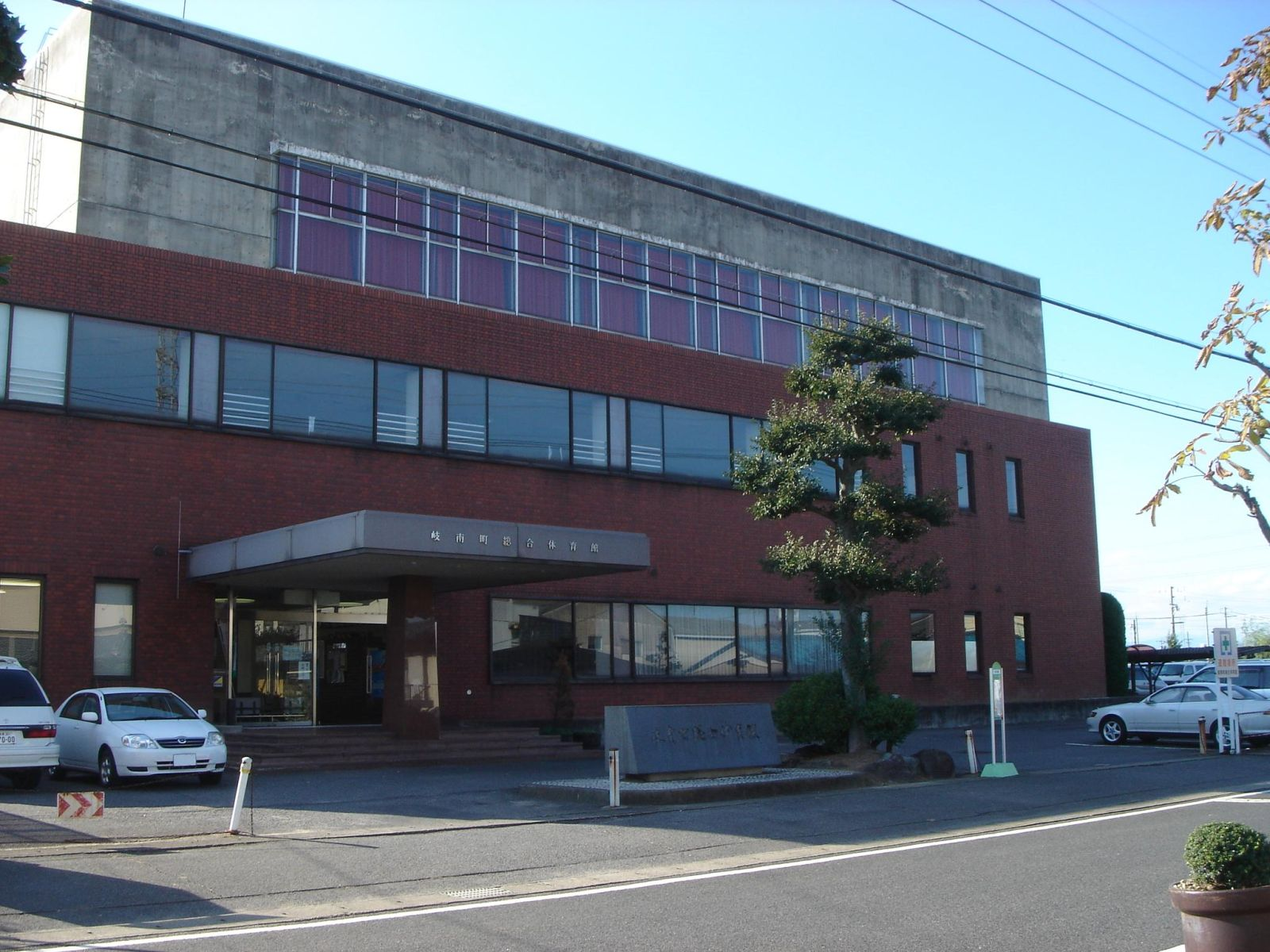
岐南町総合体育館

- 岐南町羽栗社会教育施設（羽栗グラウンド） - 旧羽栗中学校跡地。
- 厚八運動場（厚八グラウンド） - 旧厚八中学校跡地。岐阜市と共同管理。
- 岐南町ほほえみ会館
- 岐南町やすらぎ苑
- 岐南町くつろぎ苑
- 岐南町老人福祉センター
- 岐南町歴史民俗資料館
- 伏屋獅子舞会館
- 岐南町防災コミュニティーセンター

## 名所・旧跡・観光スポット

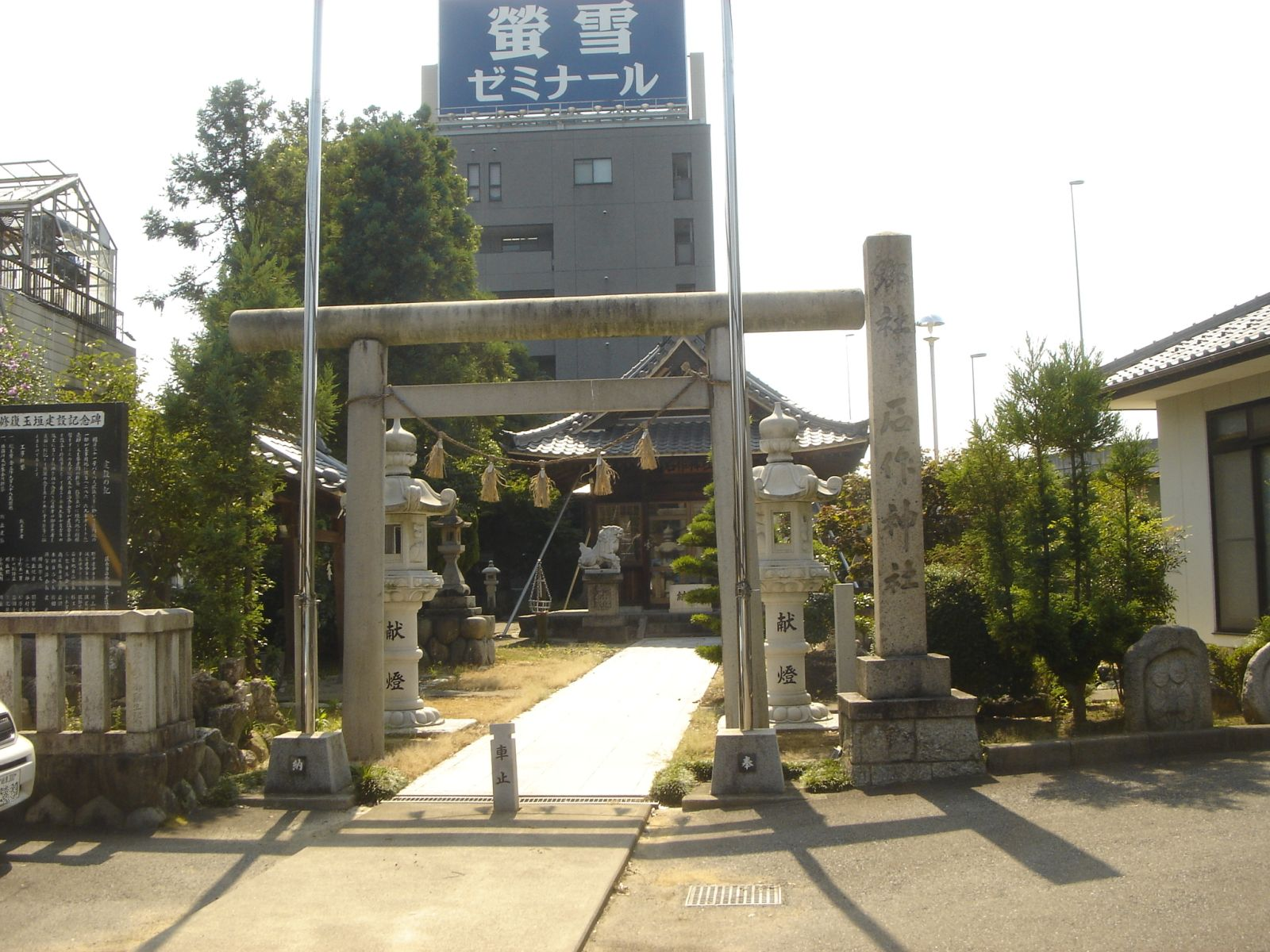
石作神社

- 松原家長屋門
- 豊松清十朗の墓
- ふれあい遊歩道
- 旧宮川家住宅
- 伏屋城趾
- ぎなんふれあいお祭り広場
- 伏屋の獅子芝居
- 大松美術館
- 石作神社
- 八剣神社
- 岐南町歴史民俗資料館

## 出身著名人
- 山田ゴロ - 漫画家
- 植松仁 - ショートトラック選手・競輪選手。長野オリンピック銅メダリスト
- 加藤慎平 - 競輪選手
- TAKE - マジシャン
- 田口貫太 - 騎手

### 名誉町民
- 川出久一 - 元上羽栗村長、元羽島郡東部土地改良区理事長
- 長縄士郎 - 日本画家[29]